# Serbelodon
Serbelodon ist eine heute ausgestorbene Rüsseltiergattung, die im Mittleren und Unteren Miozän vor rund 15 bis 8 Millionen Jahren in Ostasien und im Westlichen Nordamerika vorkam.

## Merkmale
Serbelodon ähnelte der verwandten Gattung Amebelodon, besaß aber einen kürzeren Unterkiefer mit einer sehr kurzen Symphyse und hatte kleinere Stoßzähne. Diese waren schaufelförmig und wiesen auf der Oberseite eine durchlaufende Sattelung auf. Die Molaren verfügten über charakteristische Schmelzfalten, wodurch die Zähne einen lophodonten Aufbau erhalten. Beim letzten Molar (M3) waren vier oder fünf solcher Schmelzfalten ausgebildet, während die anderen jeweils drei aufwiesen.

## Paläobiologie
Die schaufelartigen Stoßzähne dienten wahrscheinlich dem Graben im Schlamm und dem Heben von Pflanzenmaterial aus dem Wasser. Diese Annahme wurde zuerst aufgrund spezifischer Abnutzungsspuren an den Stoßzähnen geäußert und durch spätere Isotopenuntersuchungen an den Backenzähnen gestützt. Die bei diesen Analysen ermittelten Schwankungswerte der 13C- und 18O-Isotope waren sehr gering. Dies spricht dafür, dass Serbelodon in mehr oder weniger geschlossenen Landschaften teils amphibisch am Ufer von Gewässern lebte und sich hauptsächlich von gemischter Pflanzenkost ernährte, die aufgrund der sehr niedrigen Werte für das Sauerstoffisotop auch eine größere Menge an Wasserpflanzen mit einschloss. Dem gegenüber lassen Untersuchungen zu den Abnutzungsspuren der Stoßzähne eine individuell variable Ernährungsweise annehmen, die auch eine grabende Tätigkeit in härterem Substrat einschließt.

## Systematik
Serbelodon gehört zu den Amebelodontinae, einer Unterfamilie der Gomphotheriidae, die sich durch schaufelartige Stoßzähne im Unterkiefer auszeichnen. Hier wiederum stellen sie einen Teil der trilophodonten Gomphotherien mit drei Schmelzfalten auf den vorderen Backenzähnen. Innerhalb der Amebelodontinae bildet  Serbelodon eine enger verwandte Klade mit Archaebelodon, Amebelodon und Protanacus.
Erstmals beschrieben wurde Serbelodon 1933 von Childs Frick anhand von Funden aus der Ash-Hollow-Formation, die dem Steinbruch "Christmas Quarry" im Cherry County (Nebraska) entstammen. Diese umfassen einen fragmentierten Schädel und einen Unterkiefer (Holotyp-Exemplarnummer F:AM 25728). Heinz Tobien setzte die Gattung 1972 mit Hinweis auf nur wenig trennende Merkmale mit Amebelodon gleich. Zahlreiche Paläontologen allerdings benutzen Serbelodon nach wie vor als gültiges Taxon. Gründe sind hierbei neben einzelnen Merkmalen im Aufbau der Backenzähne auch die kürzeren und nicht so stark abgeflachten Unterkieferstoßzähne, die weniger entwickelt erscheinen als jene bei Amebelodon.
Mehrere Arten wurden von Serbelodon beschrieben:
- Serbelodon barbourensis Frick, 1933
- Serbelodon zhongningensis Guan, 1986
- Serbelodon burnhami Osborn, 1933

Die Art Serbelodon burnhami wurde zu Ehren des amerikanischen Scouts Frederick Russell Burnham benannt. Sie wird nun meist der Gattung Amebelodon zugerechnet.
Die frühesten Nachweise von Serbelodon lassen sich vor rund 15 Millionen Jahren in China finden, eine der ältesten Fundstellen ist Wudaoling im Autonomen Gebiet Ningxia. Vor 12 Millionen Jahren trat es erstmals in Nordamerika auf, hier ist es aber nur von wenigen Fundstellen in Kalifornien und Nebraska bekannt. Die jüngsten Nachweise liegen hier mit 8 Millionen Jahren vor, in Ostasien ist es wohl schon vor 11 Millionen Jahren ausgestorben.